# Superioridad aérea

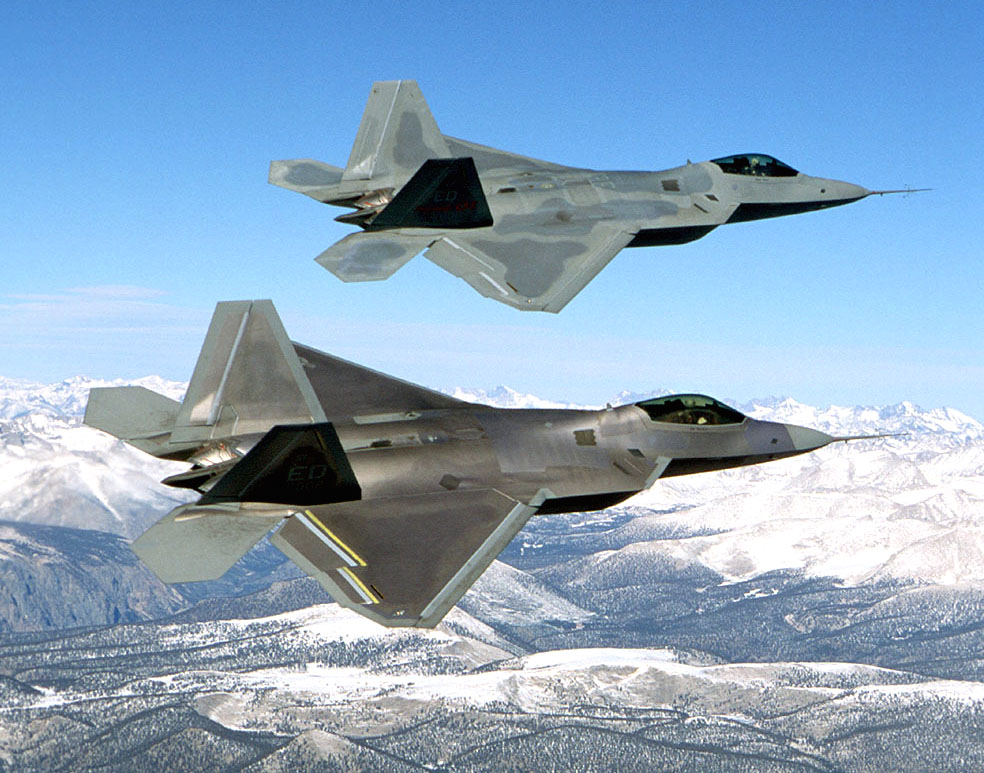
Superioridad aérea.

Superioridad aérea es el dominio aéreo de uno de los lados o flancos que existen durante una campaña militar. Está definido en el glosario de definiciones de la OTAN como «ese grado de dominio en una batalla aérea en el cual una de las fuerzas controla una determina zona de tal manera que permite operaciones en la tierra, mar y aire sin ningún tipo de interferencia por parte de la fuerza enemiga.»
La superioridad aérea es el segundo de los tres grados de control que estipula la OTAN; el más favorable es la supremacía aérea, caracterizado por la privación del acceso al aire al enemigo. Por oposición, el estado de igualdad aérea es el nivel más bajo de control, en el cual únicamente se domina la zona controlada por los efectivos del ejército propio.
Ya a comienzos del siglo XX el militar Giulio Douhet en su libro El dominio del aire, anunció que el dominio aéreo sería la clave de las guerras en el futuro. Tal sentencia quedaría plasmada tanto en la Primera Guerra Mundial como en la Segunda Guerra Mundial, conflictos bélicos en los que (en menor medida en la primera, y determinantemente en la segunda), el elemento aéreo desempeñó un papel vital en las victorias de ambos bandos.[cita requerida] A partir de aquí todos los conflictos bélicos que sucedieron a los antedichos, contaron con la participación de la fuerza aérea (a veces exclusivamente).